# 2457 Rublyov
2457 Rublyov (1975 TU2) là một tiểu hành tinh vành đai chính được phát hiện ngày 3 tháng 10 năm 1975 bởi L. Chernykh ở Nauchnyj.